# کووالویچکی
کووالویچکی (به لهستانی:  Kowalewiczki) یک روستا در لهستان است که در گمینا داروووو واقع شده‌است.
 کووالویچکی  ۱۵۱ نفر جمعیت دارد.